# Nutsortoset
Nutsortoset är en kulle i Finland.   Den ligger i den ekonomiska regionen Norra Lappland och landskapet Lappland, i den norra delen av landet, 900 km norr om huvudstaden Helsingfors. Toppen på Nutsortoset är 428 meter över havet. Nutsortoset ingår i Siiselät.
Terrängen runt Nutsortoset är huvudsakligen platt. Nutsortoset är den högsta punkten i trakten. Trakten runt Nutsortoset är nära nog obefolkad, med mindre än två invånare per kvadratkilometer. Det finns inga samhällen i närheten. 